# Gianluca Prestianni
Gianluca Prestianni Gross (* 31. Januar 2006 in Ciudadela, Provinz Buenos Aires) ist ein argentinischer Fußballspieler, der als Flügelspieler für Benfica Lissabon spielt.

## Karriere

### Verein
Prestianni gab sein Debüt für Vélez Sarsfield in der Copa Libertadores am 24. Mai 2022 im Spiel gegen Estudiantes de La Plata. Mit einem Alter von 16 Jahren, 3 Monaten und 22 Tagen war er der jüngste Spieler, der je sein Profidebüt für den Verein gab. Nach seinem Debüt erregte sein Talent bereits das Interesse verschiedener europäischer Topklubs. Am 21. März 2023 schoss er gegen Central Córdoba sein erstes Tor als Profifußballer. Es war das vierte Tor beim 4:0-Sieg von Vélez Sarsfield am achten Spieltag der Primera División.
Ende Januar 2024 wechselte er nach Europa zu Benfica Lissabon und unterschrieb dort einen langfristigen Vertrag bis Sommer 2029.

### Nationalmannschaft
Prestianni hat bisher für die U-17-Nationalmannschaft Argentiniens gespielt.
Im März 2023 berichteten mehrere Medien über das Interesse von Roberto Mancini Prestianni in die italienische A-Nationalmannschaft zu berufen, nur wenige Wochen nachdem er den in Argentinien geborenen und spielenden Mateo Retegui nominiert hatte.

## Sonstiges
Prestianni wurde im Großraum Buenos Aires geboren und ist italienischer Abstammung.